# Doomsday Book
Doomsday Book ist ein südkoreanischer Episodenfilm aus dem Jahr 2012 mit dem übergeordneten Thema der Endzeitsituationen.
- A Brave New World zeigt eine Pandemie die zu Zombies führt
- The Heavenly Creature erzählt von einem Roboter, der Erleuchtung erlangte
- Happy Birthday ist die Geschichte eines kleinen Mädchens, das den Weltuntergang in Form eines 8-Ball per Internet bestellt

Die drei Geschichten sind ansonsten voneinander unabhängig.